# Heiligenstadt in Oberfranken
Heiligenstadt in Oberfranken è un comune tedesco di 3 655 abitanti, situato nel land della Baviera.

## Suddivisione degli abitati
Dati relativi al 1º gennaio 2005
|  |  | Brunn                |  | 130 abitanti   |
|  |  | Burggrub             |  | 167 abitanti   |
|  |  | Geisdorf             |  | 27 abitanti    |
|  |  | Schloss Greifenstein |  | 11 abitanti    |
|  |  | Heiligenstadt        |  | 1 333 abitanti |
|  |  | Heroldsmühle         |  | 9 abitanti     |
|  |  | Herzogenreuth        |  | 139 abitanti   |
|  |  | Hohenpölz            |  | 141 abitanti   |
|  |  | Kalteneggolsfeld     |  | 141 abitanti   |
|  |  | Leidingshof          |  | 33 abitanti    |
|  |  | Lindach              |  | 69 abitanti    |
|  |  | Neudorf              |  | 49 abitanti    |
|  |  | Neumühle             |  | 24 abitanti    |
|  |  | Oberleinleiter       |  | 177 abitanti   |
|  |  | Oberngrub            |  | 172 abitanti   |
|  |  | Reckendorf           |  | 90 abitanti    |
|  |  | Siegritz             |  | 190 abitanti   |
|  |  | Stücht               |  | 76 abitanti    |
|  |  | Teuchatz             |  | 213 abitanti   |
|  |  | Tiefenpölz           |  | 138 abitanti   |
|  |  | Traindorf            |  | 155 abitanti   |
|  |  | Veilbronn            |  | 72 abitanti    |
|  |  | Volkmannsreuth       |  | 54 abitanti    |
|  |  | Zoggendorf           |  | 105 abitanti   |

- Wikimedia Commons contiene immagini o altri file su Heiligenstadt in Oberfranken